# 지가키역
지가키역(일본어: 千垣駅)은 일본 도야마현 나카니카와군 다테야마정에 위치한 도야마 지방 철도 다테야마 선의 철도역이다. 단선 승강장 1면 1선의 구조를 갖춘 지상역이다.

## 이용 현황
| 연도 | 1일 평균 승차 인원 |
| ---- | ------------------ |
| 2004 | 114                |
| 2005 | 114                |
| 2006 | 116                |
| 2007 | 115                |
| 2008 | 116                |
| 2009 | 111                |
| 2010 | 108                |
| 2011 | 111                |
| 2012 | 113                |
| 2013 | 110                |
| 2014 | 109                |
| 2015 | 113                |
| 2016 | 115                |

## 역 주변
- 도야마 현 다테야마 박물관

## 역사
- 1923년 4월 20일 : 도야마 현영 철도의 종착역으로서 개업.
- 1937년 10월 1일 : 아와스노 역까지 연장 개업, 도중역으로 전환.
- 1942년 6월 1일 : 지가키 - 아와스노 역 간이 니혼하쓰 송전으로 양도.
- 1943년 1월 1일 : 도야마 지방 철도의 역이 됨.

## 인접 역
| 도야마 지방 철도 ■ 다테야마 선 | 도야마 지방 철도 ■ 다테야마 선 | 도야마 지방 철도 ■ 다테야마 선 |
| ------------------------------ | ------------------------------ | ------------------------------ |
| 이와쿠라지 데라다 방면         | 쾌속 급행 (하행선만)           | 아리미네구치 다테야마 방면     |
| 이와쿠라지 데라다 방면         | 급행 (하행선만)                | 아리미네구치 다테야마 방면     |
| 요코에 데라다 방면             | 보통                           | 아리미네구치 다테야마 방면     |